# Carl Lunds Fabrikker
A/S Carl Lunds Fabrikker var en dansk emaljevarefabrik oparbejdet af Carl Lund. I 1926 indledtes et samarbejde med Glud & Marstrand, der endte med at overtage Carl Lunds Fabrikker i 1932.
Det første grundlag for virksomheden var den af P.C. Elfstrøm i 1859 grundlagte blikvarefabrik, der i 1868 flyttedes fra Adelgade til Kattesundet og i 1872 derfra til Bernstorffsvej (nuværende Danasvej) på Frederiksberg. Efter at Carl Lund i to år havde været forretningsfører for og deltager i P.C. Elfstrøms Blikvarefabrik overtog han helt denne i 1874. Det var kun en mindre forretning, men med energi arbejdede han den op til at omfatte alle slags lakerede, fortinnede og emaljerede jernblikvarer, der efterhånden erobrede markedet her og gennem en 1879 i Malmø anlagt filial også fandt udbredelse i Sverige og Norge. En specialitet, som Lund med held fik indført, var bliksmørdåser, der kunne lukkes uden lodning. Det var et fransk patent, som han 1877 købte for 40.000 Frs. De to betydelige fabrikker i København og Malmø gik i 1888 over til et aktieselskab («Carl Lunds Fabrikker»), i virksomhed fra 1. januar 1889, for hvilket Lund stod som administrerende direktør. I 1896 indtrådte Carl Lund i selskabets bestyrelse, medens den forretningsmæssige ledelse overdroges direktørerne Vilh. Lassen og A. Krarup. I 1914 udtrådte sidstnævnte af direktionen og erstattedes med A.W. Lassen. Samme år flyttedes virksomheden til Amagerbro. Etatsråd Holger Hammerich var fra selskabets stiftelse til sin død i 1915 bestyrelsens formand.
Indtil 1915 havde fabrikken til huse i de stadigt eksisterende bygninger på Danasvej, der nu rummer et filialbibliotek af Frederiksberg Kommunes Biblioteker. Derefter lå fabrikken i Uplandsgade (stykket mellem Amagerbrogade og Vermlandsgade, indtil 1936 Carl Lunds Gade 20) på Amager i bygninger tegnet 1912 af arkitekten Valdemar H. Hammer. Dette kompleks er nu nedrevet.